# 贾天子
贾天子（1994年2月28日—），是一名中国足球运动员，现在效力于中国足球超级联赛球队上海海港，司职中场。

## 俱乐部生涯
贾天子曾在明宇足球学校球队接受专业足球训练，之后入选四川全运队。2011年，他进入四川队参加2011年中国足球乙级联赛的参赛名单，并在2011赛季出场18次。2011年底，作为中国足球协会500.com星计划的成员，他被送往葡萄牙的卡萨皮亚梯队训练，但由于未满18岁，无法在球队注册参加正式比赛。2012年6月，贾天子回到四川队，不过在为球队在中乙联赛出场三次射进三球后，他又在8月份前往葡萄牙，加盟皇家体育会梯队。2013年1月，他转投葡萄牙足球乙级联赛球队阿莫拉。同年3月3日，他在和洛里尼扬人的比赛下半场替补出场，上演在葡萄牙的联赛首秀，并在89分钟射进在葡萄牙联赛系统的首球，但最终阿莫拉还是以1比2不敌对手。 2013年9月，贾天子免费加盟葡萄牙足球甲级联赛球队科维良。他在12月8日和阿维什体育会的联赛第87分钟替补出场，首次代表球队在正式比赛亮相。 2014年7月，贾天子回到中国，加盟中国足球超级联赛球队上海申鑫。2017年2月5日，加盟上海海港。